# Корияма
Кория́ма (яп. 郡山市 Корияма-си) — центральный город Японии, расположенный на востоке острова Хонсю в префектуре Фукусима. Площадь города составляет 757,06 км², население — 328 698 человек (1 августа 2014), плотность населения — 434,18 чел./км². Он был основан 1 апреля 1924 года, а статус центрального получил 1 апреля 1997 года.

## Экономика
В городе развиты текстильная, электромашиностроительная, алюминиевая и пищевкусовая промышленности. Значительную часть текстильной промышленности составляет производство хлопчатобумажных тканей и шёлковых изделий. Корияма — крупный транспортный узел.

## Породнённые города
Корияма породнён с четырьмя городами:
- Нара, Япония (5 августа 1971);
- Куруме, Япония (3 августа 1975);
- Тоттори, Япония (25 ноября 2005);
- Брюммен, Нидерланды (25 июня 1988);

## Символика
Деревом города выбрали ямадзакуру, птицей — обыкновенную кукушку, а цветком — ханакацуми.